# Bagnara Calabra
Pour les articles homonymes, voir Bagnara.
Bagnara Calabra est une commune italienne de la province de Reggio de Calabre dans la région Calabre.

## Géographie

### Communes limitrophes
Melicuccà, Sant'Eufemia d'Aspromonte, Scilla, Seminara

### Hameaux
Ceramida, Solano, Pellegrina

## Histoire
En 1065, Robert Guiscard fonde le prieuré augustin de Santa Maria de Bagnara. Il fournit les premiers chanoines de la cathédrale de Cefalù et les premiers évêques du nouveau diocèse, dont le prieuré devient une filiale.
Le sculpteur Clemente Spampinato est né à Bagnara en 1912. Il est connu principalement pour ses sculptures sur le thème du sport et, après son immigration aux États-Unis, sur celui de l'Ouest américain. Il est mort à New-York en 1993.
- Le château ducal de Ruffo

## Administration
| Période                                  | Période  | Identité      | Étiquette | Qualité |
| ---------------------------------------- | -------- | ------------- | --------- | ------- |
| 2006                                     | En cours | Santi Zappalà |           |         |
| Les données manquantes sont à compléter. |          |               |           |         |

## Galerie

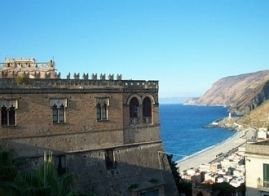
Château ducal des Ruffo.
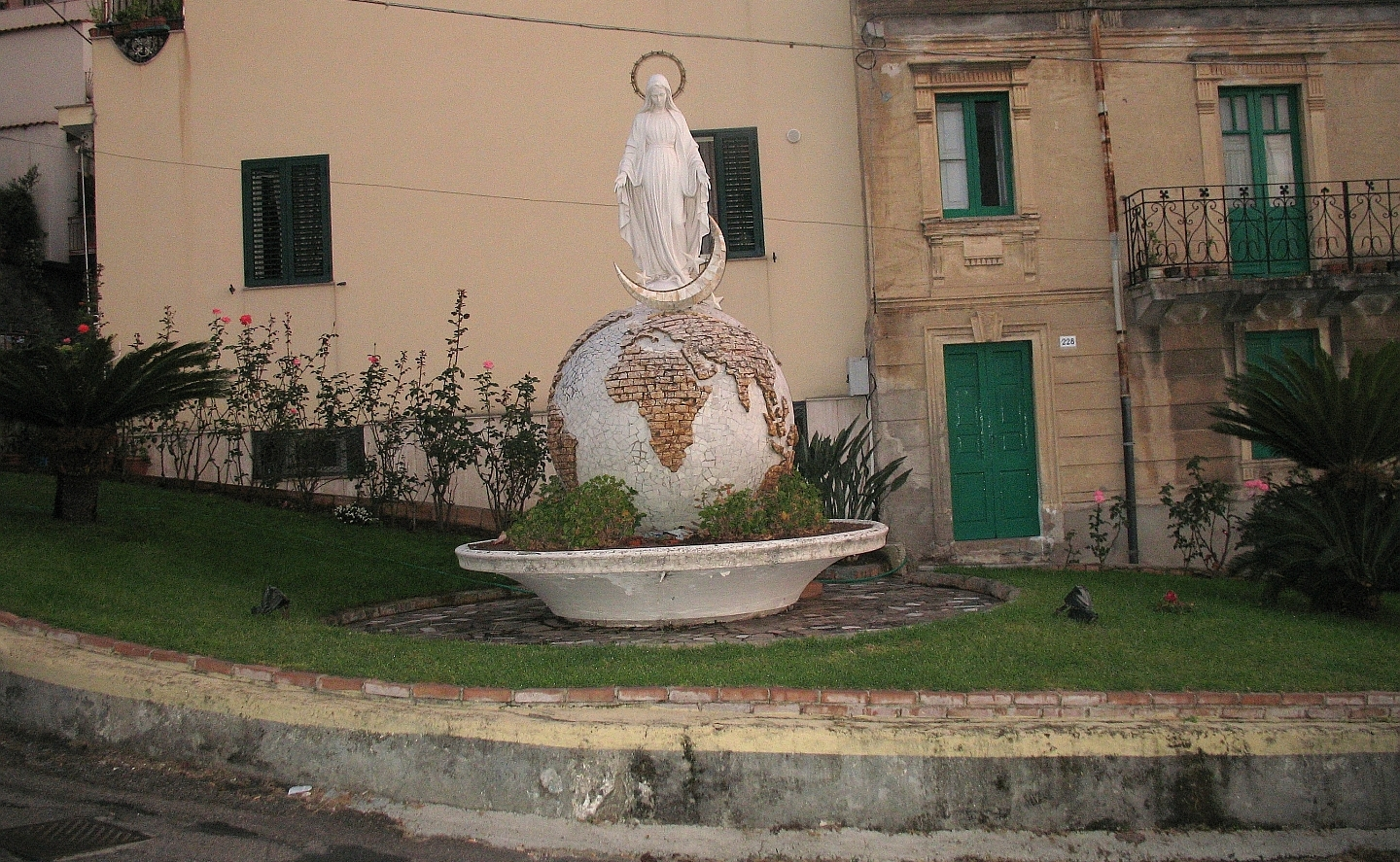
La Vierge sur un globe.
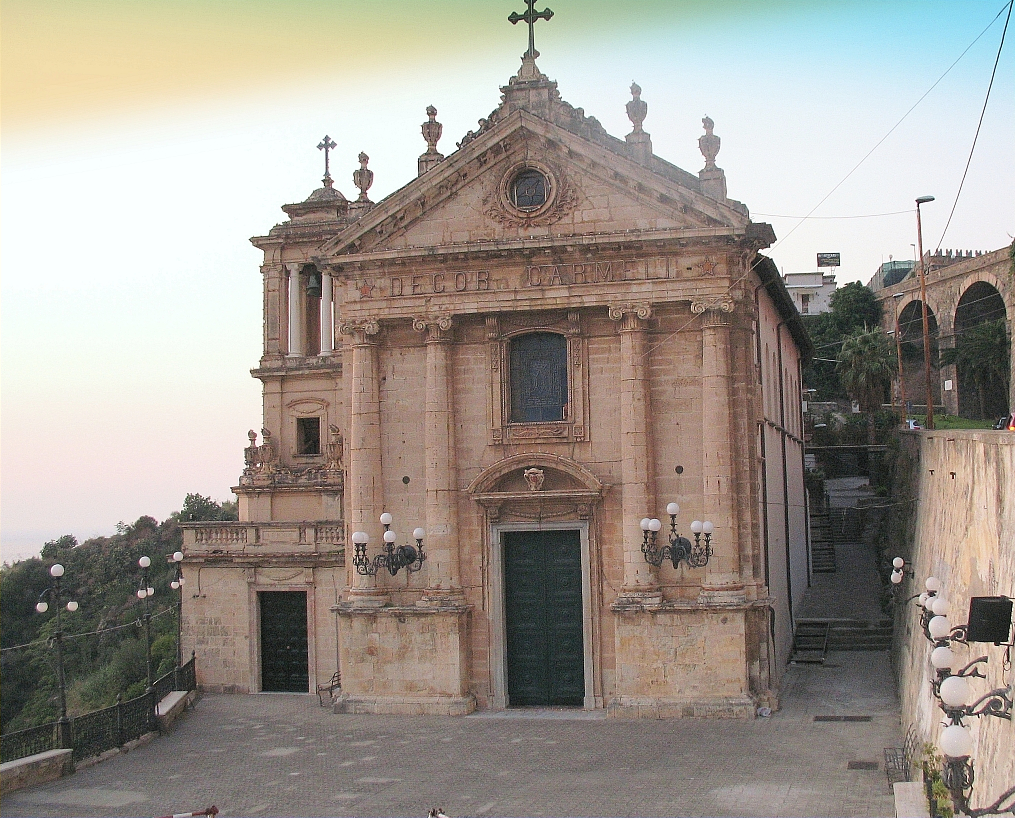
Église du Carmel.
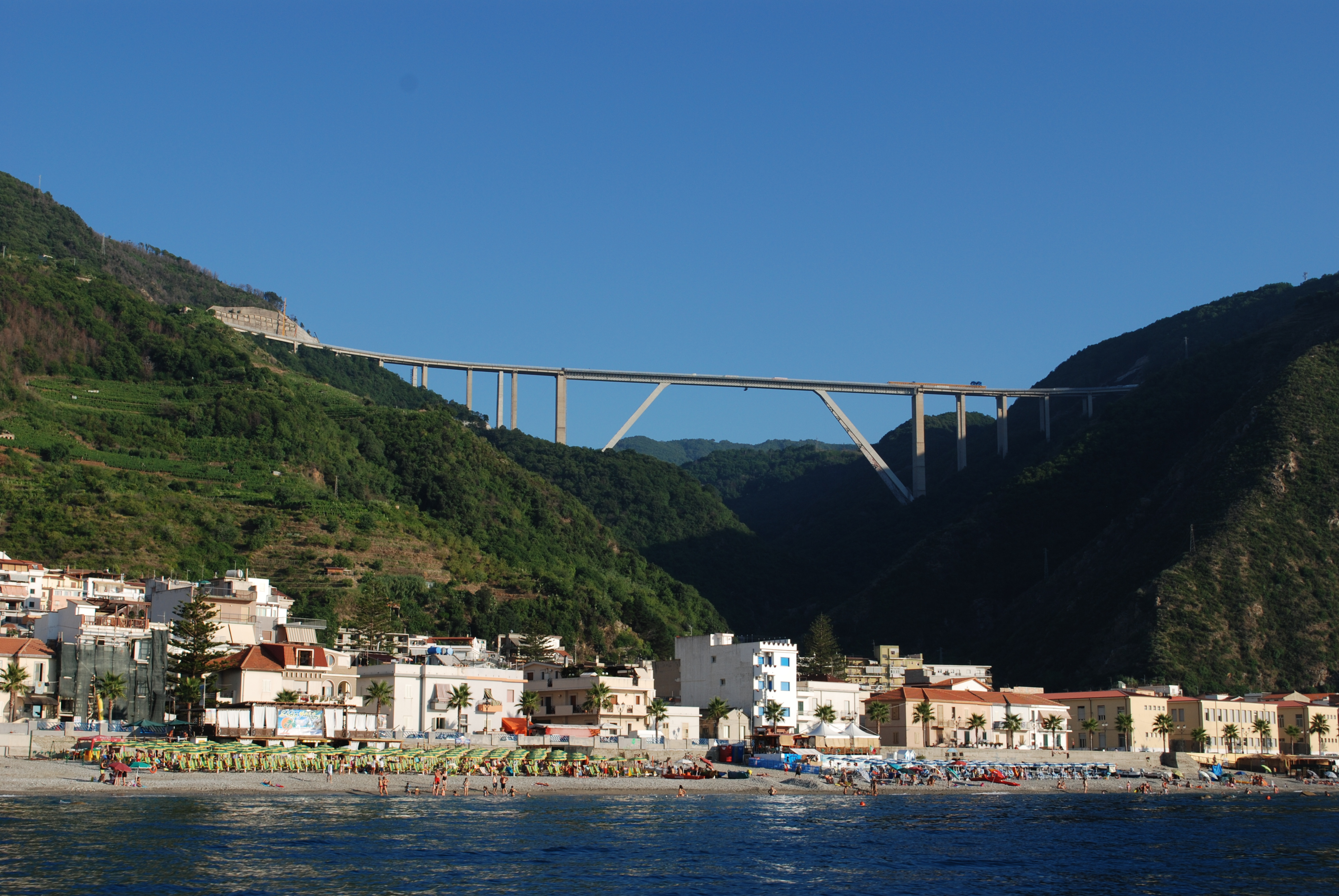
Vue de la ville depuis la mer avec le viaduc Sfalassà en arrière-plan.